# Friedrich Salvisberg

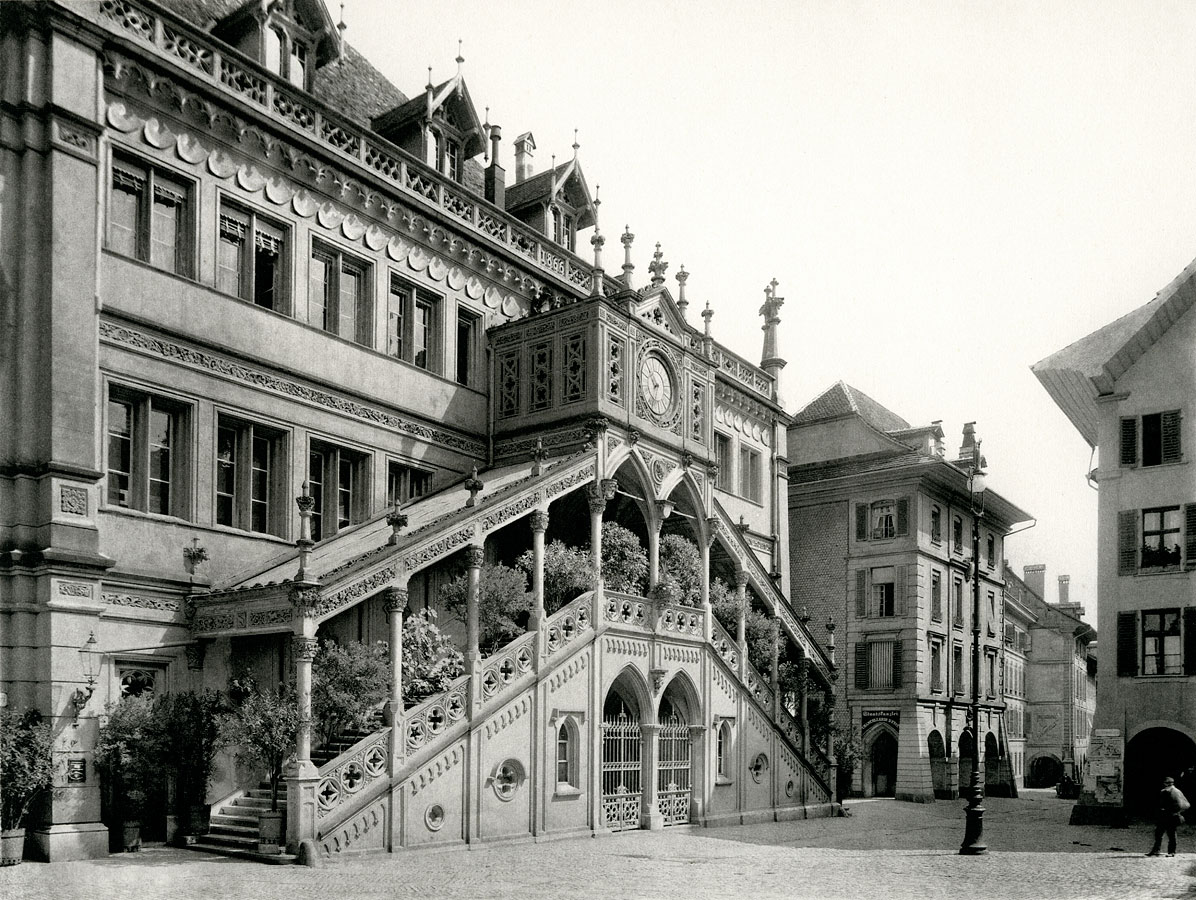
Berner Rathaus (1895), später entfernter Umbau von F. Salvisberg

Friedrich Salvisberg (* 1820 in Murten; † 18. August 1903 in Grünen) war ein Schweizer Architekt.

## Leben
Nach einer Lehre als Steinmetz und Gesellenzeit in Basel, dem Elsass und im Schwarzwald studierte Salvisberg von 1843 bis 1846 am Polytechnikum Karlsruhe Architektur. Es folgten von 1847 bis 1849 weitere Studien an der Ruprecht-Karls-Universität Heidelberg. 1851 wurde Salvisberg Stadtbaumeister in Zofingen, bis er 1859 auf das Amt des Kantonsbaumeisters in Bern berufen wurde, das er bis 1881 innehatte. Im ersten Jahrzehnt seiner Tätigkeit erschloss er die neuen Arbeiterquartiere an der Länggasse und in der Lorraine und liess zudem 1860–1862 den Botanischen Garten am Altenbergrain anlegen. Auch am 1861–1863 in der Lorraine geplanten Quartierhof, einer Frühform einer Baugenossenschaft, war er gemeinsam mit unter anderem Friedrich Studer und dem späteren Bundesrat Jakob Stämpfli beteiligt. Zusammen mit Studer und Johann Carl Dähler verfasste er 1869 einen Stadterweiterungsplan, der zur Grundlage der städtebaulichen Wettbewerbe der Stadterweiterung Berns werden sollte.
1862 plante er in Thun das bis dahin feuchte und unbebaute Gebiet des Seefelds zu einem Quartier für Sommervillen. Nachdem er 1865 den Abbruch des Christoffelturms organisiert hatte, eine sehr umstrittene Massnahme, die die Gemeinde mit einem Mehr von nur 4 Stimmen (415 Ja und 411 Nein) beschlossen hatte, wurde sein bald darauf vorgenommener Umbau der Rathausfassade (1865–1868) bald heftig kritisiert. Im freiburgischen Murten baute er 1867 die Villa Beaulieu und die See-Badeanstalt. 1873–1876 errichtete er in Bern das Frauenspital, heute Standort der Universität Bern.
Nachdem er in den Wahlen 1881 als Kantonsbaumeister Franz Stempkowski unterlag – sein Votum für den Abbruch des Christoffelturms hatte ihm viele Feinde geschaffen –, führte er einige Jahre ein Baugeschäft in Basel und beteiligte sich an der Ausführung von Bauten im Kanton Bern, bevor er sich endgültig aus dem Berufsleben zurückzog.
Seine „Erläuternden Texte zu den Normalien für Schulgebäude“ (1870, Neudruck 2003) gelten als wegweisende Publikation für den Schulhausbau.
Friedrich Salvisberg war der Vater des Kunsthistorikers Paul Salvisberg und der Grossonkel des Architekten Otto Rudolf Salvisberg.